# Daniël Belinfante
Daniël Belinfante (* 6 de marzo de 1893 en Ámsterdam; † 1945 en Auschwitz), compositor de los Países Bajos.

## Biografía
Estudió violín y piano. Desde 1915 fue director de la Escuela de Música de Watergraafsmeer. En 1942 pasó a la resistencia contra los nazis, contribuyendo a esconder a personas perseguidas y con emisiones clandestinas de radio. En una de ellas fue detenido el 19 de agosto de 1943 y, pasando por otros campos de concentración, llevado finalmente a Auschwitz. Aquí fue destinado el 27 de enero de 1945 a trabajos fuera del campamento; se supone que fue asesinado pocos días después.

## Sus composiciones, tras su muerte
Sus composiciones fueron entregadas en 1955 por su viuda Martha Belinfante-Dekker (1900-1989) al Nederlands Muziek Instituut en La Haya y permanecieron allí hasta 2004 sin que se les dedicara ninguna atención. Sus aproximadamente 90 composiciones muestran la influencia de Ravel, Debussy, Milhaud y Poulenc. 
Falta todavía una elaboración musicológica de sus composiciones; el pianista Marcel Worms ha asumido en su repertorio algunas de las obras para piano.

## Fuente
- Artículo traducido de la edición en alemán.

- Datos: Q319112